# 黄嘉祥 (解放军)
黄嘉祥（1949年1月—），江苏启东人，中国人民解放军海军中将。

## 生平
中央党校政治和法律专业毕业，1969年3月加入中国共产党。1968年2月入伍，曾历任海军雷达兵第五团报务班长、指挥排长、团政治处组织干事、国家体委副主任秘书兼政治部主任秘书、陆军第三十八集团军112师组织科干事、步兵第334团连政治指导员、团组织股长、营政治教导员、团政治处主任、团副政治委员、团政治委员。1989年12月任北京军区纪律检查委员会调研室正团职干事，1990年8月任陆军第三十八集团军坦克第六师政治部主任，1998年8月任北京卫戍区政治部主任兼北京市国防教育委员会办公室主任。2001年7月任陆军第三十八集团军政委，2005年12月任广州军区副政委兼南海舰队政委，2012年7月退役。
2000年晋升中国人民解放军少将军衔，2007年晋升中国人民解放军海军中将。
中国共产党第十六次全国代表大会代表，十一届全国人大代表。

## 所获荣誉
- 1976年参加唐山抗震救灾，所率连队被中央军委授予“唐山抗震救灾模范红二连”荣誉称号
- 二等功一次
- 三等功二次